# Rząd Narodowy (wrześniowy)
Rząd Narodowy tzw. wrześniowy lub czerwony – naczelny organ władz powstania styczniowego od 17 września do 17 października 1863.

## Utworzenie
We wrześniu 1863 nastąpiła stopniowa dekompozycja Rządu Narodowego, kierowanego przez Karola Majewskiego, spowodowana klęskami militarnymi, nasilającym się terrorem władz rosyjskich i rosnącą opozycją czerwonych. 17 września Karol Majewski wynegocjował oddanie sterów powstania Franciszkowi Dobrowolskiemu. Powołano nowy Rząd Narodowy, składający się w dużej mierze z przedstawicieli stronnictwa czerwonych.

## Działalność
Rząd Narodowy wydał 14 października dekret o reorganizacji władz powstańczych.
Na jego mocy zlikwidowano na szczeblu wojewódzkim urzędy: komisarzy rządowych, naczelników cywilnych i organizatorów wojskowych. Powołano w ich miejsce urząd komisarza pełnomocnego, obdarzonego nieograniczoną władzą cywilną w województwie, podległemu w sprawach wojskowych naczelnikowi wojennemu. 

## Upadek
Rząd pragnąc zjednać stronników Ludwika Mierosławskiego, wydał dekret mianujący go jako organizatora jeneralnego wojska polskiego poza granicami zaboru moskiewskiego. Mierosławski wykorzystał to, opublikował cyrkularz o swojej nominacji pomijając jednak określenie terytorialne zakresu swojej działalności. Jednocześnie na pogranicze Królestwa Polskiego i Galicji przybyli agenci z ramienia organizacji jeneralnej, konkurującej z władzami narodowymi. Stanisław Frankowski i Ignacy Chmieleński powoływali samodzielnie urzędników, wykorzystując blankiety z pieczęciami Rządu Narodowego. Dodatkowo, po aresztowaniu naczelnika miasta Warszawy, Józefa Piotrowskiego zagrożona dekonspiracją została stołeczna organizacja powstańcza. W zaistniałej sytuacji Dobrowolski wezwał Romualda Traugutta do utworzenia rządu w nowym składzie. 17 października powstał nowy Rząd Narodowy.

## Skład
- Franciszek Dobrowolski, przewodniczący, zastępczo dyrektor Wydziału Spraw Wewnętrznych, Spraw Zagranicznych, Skarbu i Wojny
- Adam Asnyk, od końca września 1863
- Wojciech Biechoński, sekretarz stanu
- Ignacy Chmieleński, do końca września 1863
- Marian Karol Dubiecki, sekretarz Rusi
- Stanisław Frankowski, do końca września 1863
- Józef Gałęzowski, dyrektor Wydziału Wojny od 10 października 1863
- Józef Kajetan Janowski, dyrektor Wydziału Spraw Wewnętrznych od końca września 1863, sekretarz stanu od 15 października 1863
- Piotr Kobylański, dyrektor Wydziału Prasy
- Henryk Krajewski, dyrektor Wydziału Spraw Zagranicznych do 18 września 1863
- Stanisław Krzemiński, dyrektor Wydziału Prasy od 30 września 1863
- Eugeniusz Dębiński-Kaczkowski, dyrektor Wydziału Wojny
- Józef Narzymski, dyrektor Wydziału Spraw Zagranicznych od końca września 1863
- Cezary Morawski, sekretarz Litwy
- Witold Moszyński, zastępczo dyrektor Wydziału Skarbu
- Adolf Pieńkowski, dyrektor Wydziału Policji (zlikwidowany 20 września 1863)
- Józef Piotrowski, do 7 października 1863
- Henryk Wohl, tymczasowo dyrektor Wydziału Skarbu od początku października 1863

- naczelnik miasta Warszawy (poza rządem)
- Józef Piotrowski, do 7 października 1863
- Antoni Kraszewicz, tymczasowo
- Adolf Pepłowski